# Polaryzacja dielektryka
Polaryzacja dielektryka (również: polaryzacja dielektryczna) – zjawisko polegające na utworzeniu dipoli elektrycznych lub orientacji już istniejących dipoli w reakcji na przyłożone pole elektryczne. W wyniku polaryzacji w dielektryku powstaje wewnętrzne pole elektryczne, które częściowo równoważy przyłożone zewnętrzne pole.
Skutkiem polaryzacji jest załamanie, odbicie i tłumienie fal elektromagnetycznych w dielektrykach. Makroskopowo objawia się ona tym, że zwiększa pojemność elektryczną kondensatora wypełnionego dielektrykiem. W polu elektrycznym ciała dielektryczne na skutek polaryzacji uzyskują makroskopowy moment dipolowy, co powoduje ich przyciąganie przez ładunki elektryczne i może być opisane jako ładunek indukowany na ich powierzchni.
Polaryzacją bywa też zwany wektor polaryzacji, który opisuje zjawisko polaryzacji.

## Historia
- Starożytni Grecy, wiedzieli, że bursztyn (po gr. elektron) po potarciu przyciąga drobne przedmioty. Było to rezultatem przyciągania pomiędzy dipolami a naładowanym bursztynem.
- W roku 1837 Michael Faraday zmierzył wpływ różnych dielektryków na pojemność kondensatora. Były to pierwsze ilościowe badania efektów wywołanych przez polaryzację dielektryka.
- W roku 1850 Ottaviano-Fabrizio Mossotti analizował wpływ właściwości mikroskopowych materiału na przenikalność elektryczną, a w 1879 Rudolf Clausius zaproponował ujęcie ilościowe, zwane równaniem Clausiusa-Mossottiego.
- W roku 1912 Peter Debye zbudował model opisujący dynamikę dipoli w zmiennym polu elektrycznym. Za to i za inne osiągnięcia otrzymał w 1936 nagrodę Nobla w dziedzinie chemii.

Spolaryzowany dielektryk w kondensatorze.

## Mechanizmy polaryzacji dielektryka
Pole elektryczne działające na cząstkę dielektryka wytwarzające lub zmieniające orientację już istniejących dipoli jest sumą pola elektrycznego zewnętrznego, oraz wytwarzanego przez otaczający cząstkę ośrodek, w tym szczególnie sąsiednie dipole. W ogólności zagadnienie jest bardzo trudne do opisania, różne substancje zachowują się w odmienny sposób. Istnieją modele, które w prostych sytuacjach pozwalają na wyznaczenie tego pola: pole lokalne Lorentza, teorie Onsagera, Kirkwooda i Fröhlicha.
Polaryzacja dielektryków jest rezultatem 5 podstawowych zjawisk: polaryzacji elektronowej, atomowej, jonowej, orientacyjnej i ładunkiem przestrzennym.

Mechanizm elektronowej polaryzacji dielektryka

### Polaryzacja elektronowa
Polaryzacja elektronowa jest rezultatem przesunięcia się, pod wpływem pola elektrycznego, ujemnie naładowanych chmur elektronowych względem dodatnich jąder. Występuje we wszystkich materiałach. Jest to proces bardzo szybki, dlatego gdy badane jest zmiennym polem elektrycznym, to efekty z nim związane są obserwowane do częstotliwości odpowiadających ultrafioletowi. Wielkość powstałego momentu dipolowego określa polaryzowalność elektronowa:
{\displaystyle p_{e}=\alpha _{e}\cdot E_{l},}
gdzie:
{\displaystyle \alpha _{e}} – polaryzowalność elektronowa atomów dielektryka,
{\displaystyle p_{e}} – zaindukowany moment dipolowy,
{\displaystyle E_{l}} – lokalne natężenie pola elektrycznego.

### Polaryzacja atomowa
Polaryzacja atomowa zwana również molekularną lub cząsteczkową. Jest rezultatem przesunięcia się względem siebie atomów cząsteczki posiadających różne ładunki. Atomy mają znacznie większe masy niż elektrony, dlatego reakcja na zmianę pola elektrycznego jest wolniejsza. Zjawiska wynikające z polaryzacji atomowej są obserwowane do częstotliwości odpowiadającej podczerwieni. Jej udział w całkowitej polaryzacji jest znacznie mniejszy niż polaryzacji elektronowej, toteż niekiedy bywa ona pomijana.

### Polaryzacja jonowa
Polaryzacja jonowa zachodzi tylko w materiałach o wiązaniach jonowych. Jest rezultatem przesunięcia się jonów w sieci krystalicznej materiału – jednego znaku w jedną, drugiego w drugą. Jest najwolniejsza ze wszystkich procesów polaryzacyjnych, gdyż wymaga ruchu wielu atomów związanych w sieci krystalicznej.

Mechanizm orientacyjnej polaryzacji dielektryka

### Polaryzacja orientacyjna
Polaryzacja orientacyjna zwana również dipolową występuje tylko w dielektrykach polarnych, czyli takich, których cząsteczki tworzą trwałe dipole (mają własny moment dipolowy). W polu elektrycznym działa na nie porządkujący moment siły. Jednocześnie uporządkowanie jest niszczone przez drgania termiczne, co powoduje, że polaryzacja orientacyjna jest zależna od temperatury.

### Polaryzacja ładunkiem przestrzennym
Polaryzacja ładunkiem przestrzennym występuje w materiałach, w których występują makroskopowe obszary, w których mogą poruszać się nośniki ładunków, ale ich swoboda jest ograniczona, z różnych przyczyn, do obszarów mniejszych niż rozmiary ciała. Mogą to być na przykład przewodzące granule rozmieszczone w izolującej osnowie. Ładunki mogą się przemieszczać jedynie w granicach ziaren fazy przewodzącej, które w ten sposób stają się dipolami.

## Opis makroskopowy

### Wektor polaryzacji
Ilościowo zjawisko opisuje wektor polaryzacji zdefiniowany jako suma efektywnych momentów dipolowych cząsteczek dielektryka na jednostkę objętości
{\displaystyle {\vec {P}}={\frac {1}{V}}\sum _{i}^{N}{\vec {p}}_{i},}
gdzie:
{\displaystyle V} – objętość dielektryka,
{\displaystyle N} – liczba dipoli w objętości {\displaystyle V,}
{\displaystyle p_{i}} – elektryczny moment dipolowy {\displaystyle i}-tego dipola.
Wypadkowe pole wewnątrz dielektryka wynosi
{\displaystyle {\vec {E}}={\frac {1}{\varepsilon _{r}}}{\vec {E_{0}}}={\vec {E}}_{0}-{\frac {1}{\varepsilon _{0}}}{\vec {P}},}
gdzie:
{\displaystyle {\vec {E}}} – wypadkowe pole elektryczne w dielektryku,
{\displaystyle {\vec {E}}_{0}} – zewnętrzne pole elektryczne przyłożone do dielektryka,
{\displaystyle \varepsilon _{0}} – przenikalność elektryczna próżni,
{\displaystyle \varepsilon _{r}} – przenikalność względna dielektryka.
Wektor polaryzacji jest skierowany tak jak moment dipolowy – od ładunków ujemnych do dodatnich, czyli odwrotnie niż wektor natężenia pole elektrycznego.
Jednostką wektora polaryzacji w układzie SI jest kulomb na metr kwadratowy: {\displaystyle \left[{\vec {P}}\right]=\mathrm {\frac {C}{m^{2}}} .}

### Podatność dielektryczna
Polaryzację powstającą w danym materiale pod wpływem pola elektrycznego opisuje jego podatność dielektryczna. W liniowym dielektryku poszczególne składowe wektora polaryzacji możemy zapisać jako
{\displaystyle P_{i}=\varepsilon _{0}\sum _{j}\chi _{ij}E_{j}.}
Podatność dielektryczna {\displaystyle \chi } jest tensorem drugiego rzędu.
W szczególnym przypadku jednorodnego dielektryka izotropowego wektor polaryzacji jest proporcjonalny do natężenia pola elektrycznego, a tensor podatności dielektrycznej redukuje się do skalara:
{\displaystyle {\vec {P}}=\varepsilon _{0}\chi {\vec {E}}.}
W takim przypadku można opisać polaryzację dielektryka przez ładunek indukowany na jego powierzchni (zwany ładunkiem związanym), określony przez
{\displaystyle {\vec {P}}=\sigma _{zw}{\vec {n}}=\varepsilon _{0}\chi {\vec {E}},}
gdzie:
{\displaystyle \sigma _{zw}} – gęstość powierzchniowa ładunku indukowanego.

## Dielektryk w zmiennym polu elektrycznym

Składowa rzeczywista zespolonej przenikalności dielektrycznej i całkowite straty energii w typowym dielektryku w funkcji częstotliwości. Od prawej widoczne są trzy maksima strat dielektrycznych: polaryzacja elektronowa (w ultrafiolecie), polaryzacja atomowa (w podczerwieni) i orientacyjna polaryzacja dipolowa. Wzrost strat w zakresie niskich częstotliwości jest wywołany przewodnictwem elektrycznym (straty Joule’a-Lenza).

### Dyspersja
Ponieważ mechanizmy polaryzacji zależą od czasu i występują w nich opóźnienia („nie nadążają” za polem), polaryzacja dielektryka jest opóźniona w stosunku do przyłożonego pola. Wektor polaryzacji, jak i wielkości opisujące właściwości dielektryka (jego podatność i przenikalność względna) muszą uwzględnić to opóźnienie. W tym celu stosuje się albo bezpośredni opis polaryzacji w funkcji czasu (tak zwany opis w domenie czasu) za pomocą funkcji odpowiedzi dielektrycznej, albo opis w domenie częstotliwości za pomocą liczb zespolonych.
Zależność przenikalności od częstotliwości pola nazywa się dyspersją dielektryczną. Badanie tej zależności ma duże znaczenie dla badania mechanizmów ruchu ładunków w materiałach i jest domeną spektroskopii impedancyjnej. Zależność przenikalności dielektrycznej od częstotliwości pociąga za sobą taką zależność współczynnika załamania, co powoduje zjawisko rozszczepienia światła.

### Straty dielektryczne
Siły występujące w polaryzacji elektronowej, atomowej i jonowej mają charakter sprężysty, zależność przenikalności dielektrycznej od częstotliwości będzie więc w nich miała charakter rezonansowy. Zmiany uporządkowania dipoli w czasie mają charakter relaksacji dipolowej.
Ponieważ wszystkie mechanizmy polaryzacji wymagają przyspieszania mas polaryzacja nie nadąża za polem, co powoduje straty energii, która rozpraszana jest w dielektryku w postaci ciepła. Straty energii zmiennego pola elektrycznego w dielektryku noszą nazwę strat dielektrycznych. Wystąpią one nawet w idealnym (to znaczy zupełnie nie przewodzącym stałego prądu elektrycznego) dielektryku.
W rzeczywistych dielektrykach wystąpią jeszcze dodatkowe straty energii związane z przewodzeniem prądu elektrycznego, określone przez Prawo Joule’a-Lenza.

### Opis matematyczny
W zmiennym polu elektrycznym polaryzacja nie nadąża za zmianami pola elektrycznego i wektor polaryzacji jest przesunięty w fazie w stosunku do przyłożonego pola. Przenikalność i podatność dielektryczna są wtedy zespolonymi funkcjami częstotliwości:
{\displaystyle {\vec {P}}(\omega )=\varepsilon _{0}\chi (\omega ){\vec {E}}(\omega ),}
{\displaystyle \chi (\omega )=\chi '(\omega )-i\chi ''(\omega ).}
Zależność podatności od częstotliwości nosi nazwę dyspersji (niekiedy dyspersją nazywa się samą część rzeczywistą podatności). Części urojone podatności i przenikalności {\displaystyle \chi ''=\varepsilon ''} opisują straty dielektryczne i noszą nazwę współczynnika strat.

## Inne przyczyny polaryzacji dielektryka
Istnieją dielektryki, w których polaryzacja występuje z przyczyn innych niż przyłożone pole elektryczne. Są to:
- elektrety posiadają praktycznie trwałą polaryzację, osiąganą za pomocą odpowiednich procesów technologicznych,
- ferroelektryki, które wykazują własną polaryzację elektryczną nawet w nieobecności zewnętrznego pola elektrycznego. Ich polaryzacja w funkcji przyłożonego pola jest nieliniowa i wykazuje histerezę,
- piezoelektryki, w których polaryzacja jest wywoływana naprężeniami mechanicznymi,
- piroelektryki, w których polaryzacja jest wywołana zmianami temperatury.